# دكتور فريز الشرير وباتمان
دكتور فريز وباتمان (بالإنجليزية: Batman & Mr. Freeze: SubZero)‏ هو فيلم رسوم متحركة امريكي خارق للطبيعة صدر عام 1998, وهو الفيلم الثاني المقتبس من مسلسل الرسوم المتحركة باتمان، وتدور أحداثه بين نهاية العرض وبداية مغامرات باتمان الجديدة, يعيد كيفن كونروي ومايكل أنصارا تمثيل دوريهما من المسلسل بشخصيتي العنوان، بينماتحل ماري كاي بيرجمان محل ميليسا جيلبرت بصوت باتجيرل, أنتجته شركة وارنر براذرز أنيميشن كشراكة تسويقية مع باتمان وروبن، وحركته في الخارج شركتا كوكو إنتربرايزس ودونغ يانغ أنيميشن في كوريا الجنوبية, فاز الفيلم بجائزة آني لأفضل رسوم متحركة منزلية

## طاقم التمثيل

### الدبلجة العربية
- فؤاد شمص - بروس وين / باتمان
- فادي الرفاعي - دكتور فيكتور فريز / سيد فريز
- نسرين مسعود - باربرا غوردون / باتغيرل
- إبراهيم ماضي - هارفي بولوك
- جيهان الملا - سمر غليسون
- خالد السيد - دكتور غريغوري بيلسون
- ناجي شامل - جيمس غوردون
- زينة ضاهر - رينيه مونتويا
- جورج أبو سلبي - آلفريد بيني وورث
- جورج دياب
- ريتشارد ياني
- شربل أيوب

## الاستقبال

### الجوائز
في جائزة آني السنوية الـ26، حصل الفيلم على "Annie Award for Best Animated Home Entertainment Production" لعام 1998. رُشح الفيلم أيضاً لGolden Reel Award في 1999 لأفضل تعديل صوتي - فيلم فيديو.

## وصلات خارجية
- دكتور فريز الشرير وباتمان على موقع IMDb (الإنجليزية)
- دكتور فريز الشرير وباتمان على موقع روتن توميتوز (الإنجليزية)
- دكتور فريز الشرير وباتمان على موقع نتفليكس (الإنجليزية)
- دكتور فريز الشرير وباتمان على موقع ألو سيني (الفرنسية)
- دكتور فريز الشرير وباتمان على موقع Turner Classic Movies (الإنجليزية)
- دكتور فريز الشرير وباتمان على موقع أول موفي (الإنجليزية)
- دكتور فريز الشرير وباتمان على موقع فيلمافينيتي (الإسبانية)
- دكتور فريز الشرير وباتمان على موقع قاعدة بيانات الأفلام السويدية (السويدية)
- دكتور فريز الشرير وباتمان على موقع قاعدة بيانات الفيلم (الإنجليزية)
- دكتور فريز الشرير وباتمان على موقع ليتربوكسد (الإنجليزية)
- Batman & Mr. Freeze: SubZero @ BYTB: Batman Yesterday, Today and Beyond